# 크루파나우니

크루파나우니의 위치

크루파나우니(세르비아어: Крупа на Уни, Krupa na Uni, 보스니아어: Krupa na Uni, 크로아티아어: Krupa na Uni)는 보스니아 헤르체고비나 북서부에 위치한 도시로 면적은 84.33km2, 인구는 1,687명(2013년 기준), 인구 밀도는 20명/km2이다.
행정 구역상으로는 스릅스카 공화국에 속한다. 보스니아 전쟁 이후에 체결된 데이턴 협정에 따라 보산스카크루파에서 분리되면서 스릅스카 공화국에 편입되었다.

## 같이 보기
- 스릅스카 공화국의 행정 구역